# Alan Feduccia
Alan Feduccia (ur. 25 kwietnia 1943) – amerykański paleontolog specjalizujący się w badaniu pochodzenia ptaków. Jest profesorem na University of North Carolina. Feduccia jest autorem dwóch popularnych książek, The Age of Birds (1980) i The Origin and Evolution of Birds (1996, 1999). Jest przeciwnikiem teorii o pochodzeniu ptaków od teropodów.

## Wybrane publikacje
- Feduccia, A. 1993. Evidence from claw geometry indicating arboreal habits of Archaeopteryx. Science 259:790-793.
- Feduccia, A. 1995. Explosive evolution in Tertiary birds and mammals. Science 267:637-638.
- Burke, A. C., and A. Feduccia. 1997. Developmental patterns and the identification of homologies in the avian hand. Science 278:666-668.
- Feduccia, A., and J. Nowicki. 2002. The hand of birds revealed by early ostrich embryos. Naturwissenschaften 89:391-393.
- Feduccia, A. 2003. Big Bang for Tertiary birds? Trends in Ecology and Evolution. 18:172-176.
- Feduccia, A., T. Lingham-Soliar, and J. R. Hinchliffe. 2005. Do feathered dinosaurs exist? Testing the hypothesis on neontological and paleontological evidence. Journal of Morphology 266:125-166.